# Militärinstitut des Verteidigungsministeriums (Transnistrien)

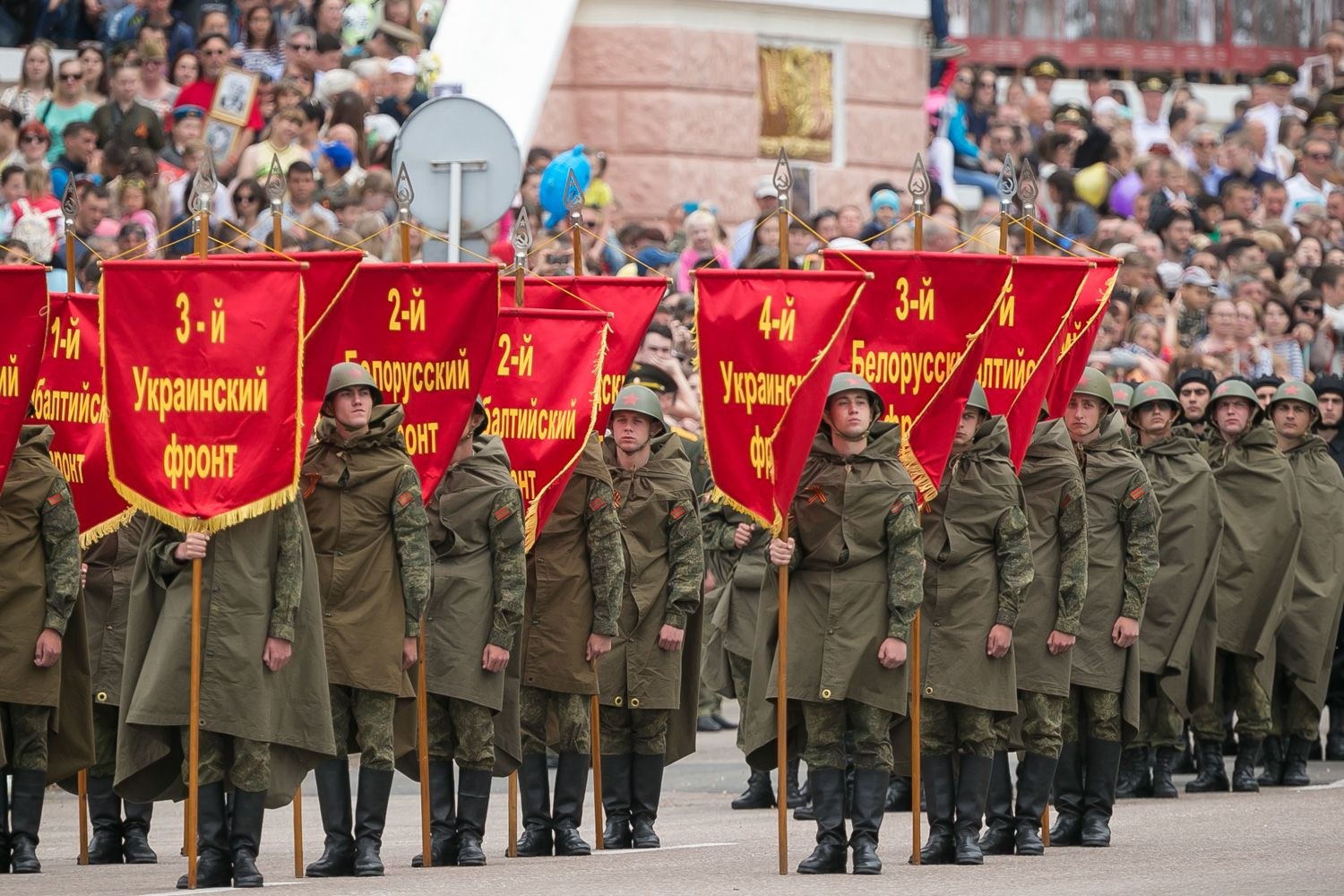
Kadetten des Militärinstituts in historischen Paradeuniformen während einer Siegesparade.

Das Alexander-Lebed-Militärinstitut des Verteidigungsministeriums ist eine höhere militärische Einrichtung mit Sitz in Tiraspol, die von der Militärabteilung der Streitkräfte Transnistriens betrieben wird. Es ist die höchste Bildungseinrichtung der Streitkräfte. An der Spitze steht Oberst Igor Dovgulich.

## Hintergrund
Es wurde ursprünglich am 7. Mai 1993 gegründet und am 30. April 2008 aus der Militärfakultät der zivilen Transnistrischen Staatlichen Schewtschenko-Universität als unabhängige Einrichtung reorganisiert. Im August 2009 erhielt das Institut eine Kampfflagge und im Juli 2012 wurde ihm die Ehre zuteil, zu Ehren von Alexander Lebed umbenannt zu werden. Per Dekret von Präsident Jewgeni Schewtschuk vom 19. August 2015 wurde es in eine staatliche Hochschule reorganisiert.

## Offiziersausbildung
Die Ausbildung der Kadetten erfolgt in einem vierjährigen Ausbildungsprogramm gemäß den etablierten staatlichen Bildungsstandards der Berufsausbildung. Die Ausbildung erfolgt in drei Bereichen: dem Kommandeur eines motorisierten Schützenzuges, dem Kommandeur eines Artilleriezuges und einem Offiziersausbilder.
Die Ausbildung erfolgt in Vollzeit, wobei die Ausbildung hauptsächlich in russischer Sprache erfolgt. Darüber hinaus bietet das Institut eine Ausbildung für Reserveoffiziere unter männlichen Studenten an, die an der Vollzeitfakultät der Schewtschenko-Universität studieren und unter 27 Jahre alt sind. Nach Abschluss des Studiums wird den Kadetten der Offiziersrang eines Leutnants verliehen. Das Militärinstitut betreibt ein Forschungslabor namens SEARCH, das 2002 gegründet wurde. Das Forschungslabor SEARCH hat das Ziel, Erfahrungen aus lokalen Kriegen und jüngsten militärischen Konflikten zu sammeln und zu analysieren, pädagogisches und methodisches Referenzmaterial zu entwickeln und zusammenzufassen sowie elektronische Lehrbücher zu veröffentlichen.

## Aktivitäten
Die Aufgabe der Kadetten besteht darin, an der historischen Kolonne der Siegesparade und der Parade zum Tag der Republik Transnistrien teilzunehmen. Sie tragen die Uniformen der Roten Armee und tragen normalerweise die Standarten aller 13 Fronten des Großen Vaterländischen Krieges. Sie fahren auch den T-34-85, den Katjuscha-Raketenwerfer und den amerikanischen Willys Jeep.

## Abteilungen
- Abteilung für Taktik
- Abteilung für militärischen Waffengebrauch
- Abteilung für Bewaffnung und Schießen
- Abteilung für den Einsatz von Panzer- und Kraftfahrzeugen
- Abteilung für moralische und psychologische Unterstützung
- Abteilung für Friedenssicherungsmanagement
- Abteilung für Leibeserziehung und Sport
- Abteilung für spezielle Militärdisziplinen